# اس‌ام یوبی-۴۰
اس‌ام یوبی-۴۰ (به انگلیسی: SM UB-40) یک زیردریایی بود. این زیردریایی در سال ۱۹۱۶ ساخته شد.